# Desierto de Gurbantünggüt
El desierto de Gurbantunggut (en chino, 古尔班通古特沙漠; pinyin, Gǔ'ěrbāntōnggǔtè Shāmò), también conocido como desierto de Dzoosotoyn Elisen es un desierto localizado en el noroeste de la República Popular de China, en el norte de región autónoma uigur de Xinjiang. Tiene una superficie de unos 48.000 km² y está a una altitud comprendida entre los 300 y 600 metros sobre el nivel del mar. Es el segundo desierto más grande de China (y de Xinjiang), después del desierto de Taklamakan, que se encuentra en la cuenca del Tarim.

## Geografía
El desierto de Gurbantunggut ocupa gran parte de la cuenca de Zungaria, un área remota, árida, y abrupta. Está limitado, al sur, por las montañas Tian Shan, que lo separan de la cuenca del río Ili, de la depresión de Turfan y de la cuenca del Tarim, al sur de Xinjiang; al norte, por las montañas del macizo de Altái; al este, las cadenas de Altái y Tian Shan se unen y se abren al desierto de Gobi; al oeste, la cuenca se abre por la puerta de Zungaria o paso de Alataw a las estepas de Kazajistán y los valles del Emin y el Irtysh. Esta apertura permite que el aire siberiano, frío y húmedo, entre en el Gurbantunggut. De hecho, este desierto tiene precipitaciones anuales de 200 mm y, con las nieves invernales, las arenas quedan fijadas o semifijadas, y algunas plantas pueden crecer en él.
El desierto está escasamente poblado, en su mayoría por personas pertenecientes a la etnia uigur. Una cadena de ciudades, de la que la mayor es Ürümqi, capital de Xinjiang, se encuentran en una franja poblada al sur del desierto (la ruta del ferrocarril de Lanxin), que es irrigada por corrientes de agua alimentadas por los glaciares que fluyen de las Tian Shan. La carretera nacional china G-216 cruza el desierto en dirección norte-sur, desde la ciudad de Altay hasta Ürümqi.
El clima de la zona es templado, pero muy continental. El eco-ambiente del desierto es muy frágil y el impacto de las actividades humanas sobre el ecosistema, incluida la construcción de una carretera transdesertica, ha sido cada vez más importante.

## Vegetación
Desierto templado, el desierto de Gurbantunggut comporta una cobertura de líquenes, en su parte sur, que desempeñan un papel clave en la fijación de la arena. Los líquenes, según las zonas, son de diferentes especies y se encuentran en diversas etapas de desarrollo. Se habla entonces preferencialmente de una capa biológica para describir estos líquenes. Además, la cubierta orgánica no está presente en toda la superficie del desierto: mientras que el sur tiene una cobertura permanente, las otras zonas tienen una cobertura más dispersa. Una tesis estima que al menos el 30% de los suelos del desierto están cubiertos con una capa biológica. Estos líquenes se encuentran principalmente en el sur del desierto. De hecho, en este entorno, la erosión ha ganado o desarrollado loess más fértiles que los otros suelos del desierto.
El desarrollo de actividades industriales medioambientalmente costosas, como la extracción petrolifera, contribuye al deterioro de las condiciones de crecimiento de la vegetación. De hecho, las dunas están menos estabilizadas y el riesgo de desertificación, por la progresión eólica de las dunas, crece. Sin embargo, se ha puesto en evidencia que las arenas pueden ser estabilizadas y el riesgo de desertificación controlado tomándose el tiempo para replantar las dunas.

## Particularidad

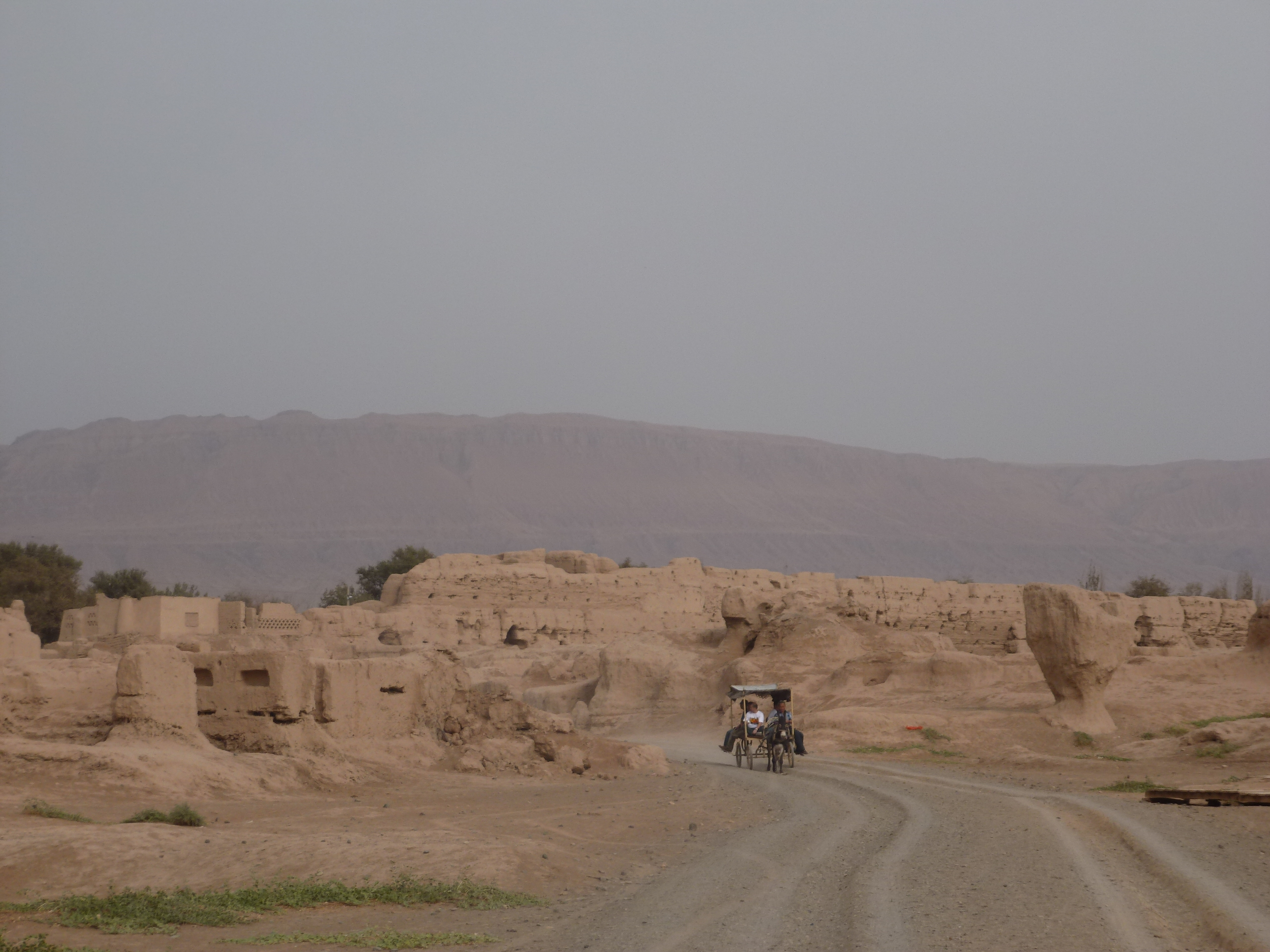
La carretera estatal 216 y el desierto detrás de ella.

En este desierto está el polo de inaccesibilidad de la Tierra, el punto sobre la superficie de la tierra más alejado de cualquier mar (46°16.8′N 86°40.2′E / 46.2800, 86.6700). Fue estimado de forma precisa y alcanzado el 27 de junio de 1986 por los exploradores británicos Nicholas Crane y el dr. Richard Crane; la ubicación, por la razón que sea (posiblemente, un nombre de Mongolia) fue descrita como desierto de Dzoosotoyn Elisen. Esta posición está a más de 2.600 km de la costa más cercana, por lo que se le considera el punto más interior del mundo.